# Richard Sanders
Richard Sanders, född den 20 januari 1945 i Lakeview, Oregon, död 18 oktober 1972 i Skopje, Makedonien, var en amerikansk brottare som tog OS-silver i flugviktsbrottning i fristilsklassen 1968 i Mexiko City och därefter OS-silver i bantamviktsbrottning 1972 i München. 